# Tisovac (Republika Serbska)
Tisovac (cyr. Тисовац) – wieś w Bośni i Hercegowinie, w Republice Serbskiej, w mieście Doboj. W 2013 roku liczyła 182 mieszkańców.